# St-Jobkermis
De volkse St-Jobkermis was oorspronkelijk een vrome bedevaart die plaatsvond in de wijk Dam in de stad Antwerpen.
We zijn naar St-Job geweest
Met vrienden ondereen
Het was niet om te drinken
Maar om St-Job te zien
(flard van een traditioneel liedje)

## Geschiedenis
De St-Job Begankenis ter ere van de Heilige Man Job duurde acht dagen. De katholieke kerk heeft slechts één heilige uit het Oude Testament: Sint-Job. In de 16de eeuw werd hij aanbeden als patroonheilige van de muzikanten, maar uiteindelijk hield hij enkel zijn bevoegdheid voor huidziekten. Hij was een van de vele patroonheiligen waarvan de bescherming, bij gebrek aan hygiëne en geneeskunde, door de inwoners van den Dam werd gezien als enige oplossing voor ziekte. In de 16de eeuw werd de Sint-Jobskapel gebouwd in de huidige Bredastraat, als opvangcentrum voor leprozen.
Deze kermis (afkomstig van kerkmis) werd in mei georganiseerd en was een van de populairste. De kermissen op "den buiten" wonnen nog meer aan populariteit, nadat het stadsbestuur had besloten om de kermissen binnen de stadsmuren af te schaffen. Naast poppenspel, ezelskoersen, escamoteurs en veel spijs en drank, was er ook een donker kantje aan deze feesten. Bij het arriveren van de feestgangers op de brug aan de Lange Dijkstraat stonden alle door ziekte en ontbering verminkte mensen aan de rand van de brug om een aalmoes van de rijkere burgers op te vangen. Wie geen moment miste van de acht dagen durende kermis "ging in octaaf".
Het Antwerpse volksliedje "We rije nor Sint-Job" vindt zijn oorsprong bij de ezelskoersen die georganiseerd werden in de huidige Bredastraat.
En we rije nor Sint-Job oep nen ezel oep nen ezel
en we rije nor Sint-Job oep nen ezel zonder kop
en zoê rije we te peêrd oep nen ezel oep nen ezel
en zoê rije we te peêrd oep nen ezel zonder steêrt
Tegenwoordig heet het gebeuren Lambertinafeesten. De parochiefeesten worden nog elk jaar in het tweede weekend van september georganiseerd. In 2010 vond de 50ste editie plaats.